# Vladimir Zworykin
Vladimir Kosma Zworykin, född 1889 i Murom, död 1982, var en pionjär inom utvecklingen av televisionsteknologin.

## Biografi
Zworykin arbetade för Marconi i Ryssland och emigrerade till USA efter första världskriget. Han arbetade för Westinghouse Laboratories i Pittsburgh och presenterade där bilder med en katodstråle riktad mot en fluorescerande yta. Han uppfann ett sändnings- och mottagningssystem med hjälp av katodstrålerör. Han arbetade också med infrarött ljus och elektronmikroskop. 
År 1929 anställdes Zworykin av David Sarnoff för att leda RCA:s utveckling av televisionen och han utvecklade effektivare rör för att både sända och ta emot bilder. Detta arbete är en av grundstenarna för den moderna TV-tekniken.